# Odontophorus gujanensis
Az Odontophorus gujanensis a madarak osztályának tyúkalakúak (Galliformes) rendjébe és a fogasfürjfélék (Odontophoridae) családjába tartozó faj.

## Rendszerezése
A fajt Johann Friedrich Gmelin német természettudós  írta le 1789-ben, a Tetrao  nembe Tetrao gujanensis néven.

## Alfajai
- Odontophorus gujanensis buckleyi Chubb, 1919
- Odontophorus gujanensis castigatus Bangs, 1901
- Odontophorus gujanensis gujanensis (Gmelin, 1789)
- Odontophorus gujanensis marmoratus (Gould, 1843)
- Odontophorus gujanensis medius Chapman, 1929
- Odontophorus gujanensis pachyrhynchus Tschudi, 1844
- Odontophorus gujanensis rufogularis Blake, 1959
- Odontophorus gujanensis simonsi Chubb, 1919[2]

## Előfordulása
Costa Rica, Panama, Bolívia, Brazília, Ecuador, Francia Guyana, Guyana, Kolumbia, Peru, Suriname és Venezuela területén honos. A természetes élőhelye szubtrópusi és trópusi síkvidéki és hegyi esőerdők.

## Megjelenése
Testhossza 23–29 centiméter, a hím testtömege 313–380 gramm, a tojóé 298 gramm.

## Életmódja
Bogyókkal, ikerszelvényesekkel, keményítőtartalmú magvakkal és gerinctelenekkel (százlábúak, hangyák, csótányok, pókok és bogarak) táplálkozik.

## Természetvédelmi helyzete
Az elterjedési területe rendkívül nagy, de az erdőirtások miatt gyorsan csökken, egyedszáma is csökken. A Természetvédelmi Világszövetség Vörös listáján mérsékelten fenyegetett fajként szerepel.

## Külső hivatkozások
- Képek az interneten a fajról
- Internet Bird Collection - videók a fajról
- Xeno-canto.org - a faj hangja